# Stavudine
Stavudine is een antiviraal middel dat na fosforylering in de cel tot stavudinetrifosfaat werkzaam is tegen retrovirussen zoals hiv. Het middel is afgeleid van thymidine, dat is een nucleoside, en blokkeert het virale enzym reverse-transcriptase waardoor de DNA-synthese stopt. Het behoort dus tot de geneesmiddelklasse van de nucleoside reverse-transcriptaseremmers NRTI's. Stavudine kan deel uitmaken van een hoogactieve antiretrovirale therapie HAART, een therapie van Hiv-remmers. Combinatie met zidovudine wordt afgeraden omdat dit laatst genoemde middel de fosforylering remt.

## Bijwerkingen
De belangrijkste bijwerking is sensorische polyneuropathie behalve onder meer pancreatitis, buikklachten, hoofdpijn, lipodystrofie of de ernstige maar weinig voorkomende lactaatacidose. De bijwerkingen van stavudine en andere NRTI's overlappen met de klachten en symptomen die worden gezien bij een aantal erfelijke mitochondriale ziekten. De oorzaak hiervoor ligt in onvoldoende specificiteit voor de virale enzymen waardoor ook bijvoorbeeld het lichaamseigen mitochondriaal DNA polymerase γ wordt geremd.
De Wereldgezondheidsorganisatie  WHO raadt gebruik van Stavudine af, omdat Stavudine volgens de WHO enkele onomkeerbare bijwerkingen heeft en Zidovudine en Tenofovir disproxil even effectief zijn, maar minder bijwerkingen hebben.